# Arthur Titius

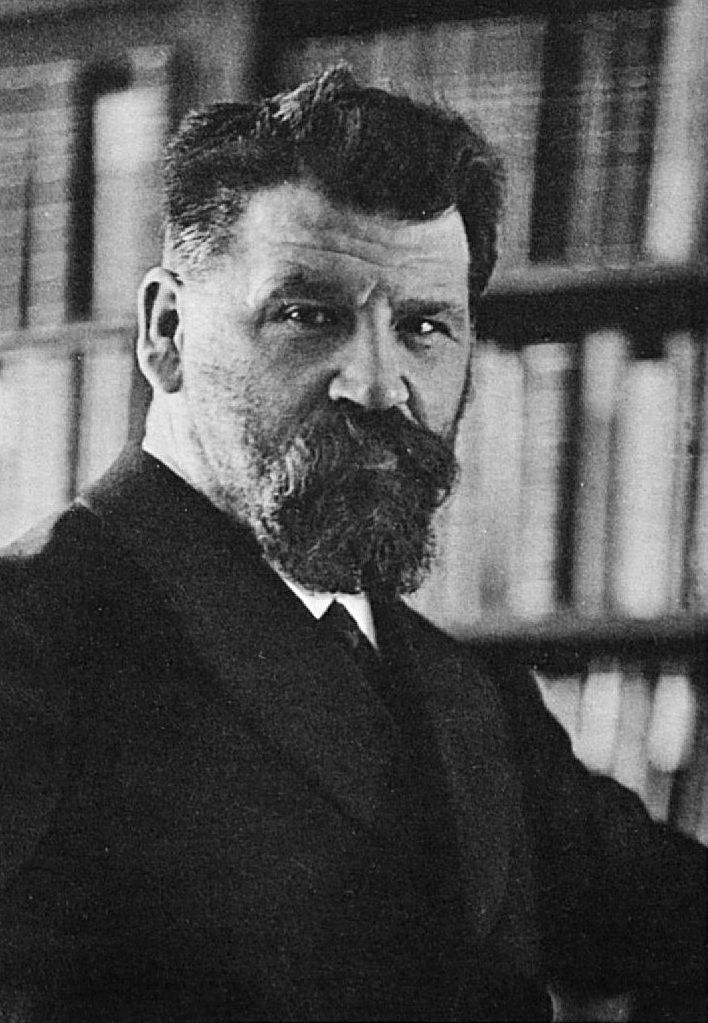
Arthur Titius.

Arthur Titius, född den 28 juli 1864 i Sensburg i Ostpreussen, död den 7 september 1936 i Berlin, var en tysk protestantisk teolog.
Titius studerade i Königsberg och Berlin, blev 1895 extra ordinarie och 1900 ordinarie professor i systematisk teologi och dogmatik i Kiel, 1906 professor i Halle och 1921 professor i systematisk teologi vid Berlins universitet. Han blev emeritus 1934. Bland Titius arbeten märks Die neutestamentliche Lehre von der Seligkeit (1895), Luthers Grundanschauung vom Sittlichen, verglichen mit der Kantischen (1899), Religion und Naturwissenschaft (1904), Naturwissenschaft und Ethik (1918) och Natur und Gott. Ein Versuch zur Verständigung zwischen Naturwissenschaft und Theologie (1926).